# Alicia Climent
Alicia Climent fue una actriz de teatro argentina.

## Carrera
Perteneciente a una reconocida familia de artistas su hermano menor fue el actor cómico Tito Climent, su padre primer actor español Vicente Climent, su tía fue la prolífica actriz Remedios Climent y su madre la bailarina y vedette del Teatro Maipo, Lucía Bessé.
En teatro supo lucirse junto a actrices de la talla de Gloria Ferrandiz, Rosa Catá, María Esther Podestá, Margarita Corona, Herminia Franco, María Concepción César, Nélida Quiroga, Blanca del Prado, Virginia Luque, Malisa Zini, Amelia Sinisterra, Aurelia Ferrer y Eva Duarte, entre otras.; y actores de la talla de Pedro Aleandro, Carlos Morganti, Elisardo Santalla, Jorge de la Riestra, León Zárate, Mario Fortuna, Salvador Fortuna, Eduardo Cuitiño, Totón Podestá y Vicente Rubino.
Actuó en algunas obras teatrales en roles de reparto durante la década de 1930 y 1940.

## Teatro
- Los caballeros de la tabla redonda (1950).
- Salto de amor (1949).
- Tartufo (1949).
- Clase media (1949).
- Así se quitan las penas (1944).
- La cruz en la sangre (1944)
- Las inocentes  (1936)
- La chica del internado (1935).